# Championnats du monde de slalom (canoë-kayak) 2018
Navigation
Édition précédente Édition suivante
Les championnats du monde de canoë-kayak slalom et descente, trente-neuvième édition des championnats du monde de slalom en canoë-kayak, ont lieu du 25 septembre au 30 septembre à Rio de Janeiro, en Brésil.

## Nations participantes
38 pays ont prévu de prendre part à ces championnats :
- Allemagne (12)
- Andorre (1)
- Argentine (8)
- Australie (9)
- Autriche (7)
- Bosnie-Herzégovine (1)
- Brésil (10)
- Canada (8)
- Chili (6)
- Chine (10)
- Colombie (4)
- Costa Rica (1)
- Croatie (1)
- Espagne (12)
- États-Unis (7)
- Finlande (1)
- France (13)
- Hongrie (1)
- Irlande (5)
- Italie (7)
- Japon (11)
- Kazakhstan (1)
- Lettonie (1)
- Mexique (2)
- Nouvelle-Zélande (5)
- Pays-Bas (1)
- Pologne (11)
- Portugal (3)
- Tchéquie (14)
- Royaume-Uni (10)
- Russie (11)
- Sénégal (2)
- Serbie (1)
- Slovaquie (13)
- Slovénie (10)
- Suède (4)
- Suisse (4)
- Ukraine (3)

## Résultats

### Hommes

#### Canoë
| Épreuve       | Or                                                         | Or    | Argent                                          | Argent | Bronze                                               | Bronze |
| ------------- | ---------------------------------------------------------- | ----- | ----------------------------------------------- | ------ | ---------------------------------------------------- | ------ |
| C1            | Franz Anton (GER)                                          | 97.06 | Ryan Westley (GBR)                              | 97.94  | Sideris Tasiadis (GER)                               | 98.87  |
| C1 par équipe | Slovaquie Alexander Slafkovsky Michal Martikán Matej Benus | 99.67 | Slovénie Benjamin Savsek Luka Bozic Anze Bercic | 99.95  | Royaume-Uni David Florence Ryan Westley Adam Burgess | 100.07 |

#### Kayak
| Épreuve       | Or                                                                 | Or    | Argent                                                 | Argent | Bronze                                          | Bronze |
| ------------- | ------------------------------------------------------------------ | ----- | ------------------------------------------------------ | ------ | ----------------------------------------------- | ------ |
| K1            | Hannes Aigner (GER)                                                | 89.69 | Jiří Prskavec (CZE)                                    | 90.65  | Pavel Eigel (RUS)                               | 92.17  |
| K1 par équipe | Royaume-Uni Christopher Bowers Bradley Forbes-Cryans Joseph Clarke | 92.45 | Pologne Michal Pasiut Mateusz Polaczyk Dariusz Popiela | 93.88  | Tchéquie Jiří Prskavec Vít Přindiš Ondřej Tunka | 94.84  |
| Extrême K1    | Christian De Dionigi (ITA)                                         |       | Boris Neveu (FRA)                                      |        | Thomas Bersinger (ARG)                          |        |

### Femmes

#### Canoë
| Épreuve       | Or                                                         | Or     | Argent                                                        | Argent | Bronze                                         | Bronze |
| ------------- | ---------------------------------------------------------- | ------ | ------------------------------------------------------------- | ------ | ---------------------------------------------- | ------ |
| C1            | Jessica Fox (AUS)                                          | 109.07 | Mallory Franklin (GBR)                                        | 113.85 | Tereza Fišerová (CZE)                          | 116.74 |
| C1 par équipe | Royaume-Uni Mallory Franklin Kimberley Woods Bethan Forrow | 115.78 | Tchéquie Tereza Fišerová Katerina Havlickova Gabriela Satkova | 117.34 | France Lucie Prioux Lucie Baudu Claire Jacquet | 121.27 |

#### Kayak
| Épreuve       | Or                                                    | Or     | Argent                                                 | Argent | Bronze                                                    | Bronze |
| ------------- | ----------------------------------------------------- | ------ | ------------------------------------------------------ | ------ | --------------------------------------------------------- | ------ |
| K1            | Australie Jessica Fox                                 | 102.06 | Royaume-Uni Mallory Franklin                           | 104.34 | Allemagne Ricarda Funk                                    | 105.32 |
| K1 par équipe | France Lucie Baudu Marie-Zélia Lafont Camille Prigent | 108.37 | Allemagne Ricarda Funk Jasmin Schornberg Lisa Fritsche | 109.12 | Royaume-Uni Mallory Franklin Fiona Pennie Kimberley Woods | 109.36 |
| Extrême K1    | Ana Sátila (BRA)                                      |        | Martina Wegman (NED)                                   |        | Polina Mukhgaleeva (RUS)                                  |        |

### Mixte

#### Canoë
| Épreuve | Or                                       | Or     | Argent                            | Argent | Bronze                              | Bronze |
| ------- | ---------------------------------------- | ------ | --------------------------------- | ------ | ----------------------------------- | ------ |
| C2      | Pologne Aleksandra Stach/Marcin Pochwala | 106.48 | France Margaux Henry/Yves Prigent | 106.84 | Tchéquie Veronika Vojtová/Jan Mašek | 110.25 |

## Tableau des médailles
- Pays organisateur (Brésil)

| Rang  | Nation          | Or | Argent | Bronze | Total |
| ----- | --------------- | -- | ------ | ------ | ----- |
| 1     | Grande-Bretagne | 2  | 3      | 2      | 7     |
| 2     | Allemagne       | 2  | 1      | 2      | 5     |
| 3     | Australie       | 2  | 0      | 0      | 2     |
| 4     | France          | 1  | 2      | 1      | 4     |
| 5     | Pologne         | 1  | 1      | 0      | 2     |
| 6     | Brésil          | 1  | 0      | 0      | 1     |
| 6     | Italie          | 1  | 0      | 0      | 1     |
| 6     | Slovaquie       | 1  | 0      | 0      | 1     |
| 9     | Tchéquie        | 0  | 2      | 3      | 5     |
| 10    | Pays-Bas        | 0  | 1      | 0      | 1     |
| 10    | Slovénie        | 0  | 1      | 0      | 1     |
| 12    | Russie          | 0  | 0      | 2      | 2     |
| 13    | Argentine       | 0  | 0      | 1      | 1     |
| Total | Total           | 11 | 11     | 11     | 33    |